# Josefstadt
Josefstadt ([ˈjoːzɛfˌʃtat]ⓘ) – ósma dzielnica Wiednia. Jest najmniejszą z wiedeńskich dzielnic, jej powierzchnia stanowi jedynie 0,26% terytorium stolicy Austrii. Zamieszkuje ją 23 742 mieszkańców.